# Brazilië op het wereldkampioenschap voetbal 2018
Brazilië is een van de deelnemende landen aan het wereldkampioenschap voetbal 2018 in Rusland. Het is de 21e deelname voor het land. Brazilië werd in de kwartfinale uitgeschakeld door België.

## Kwalificatie

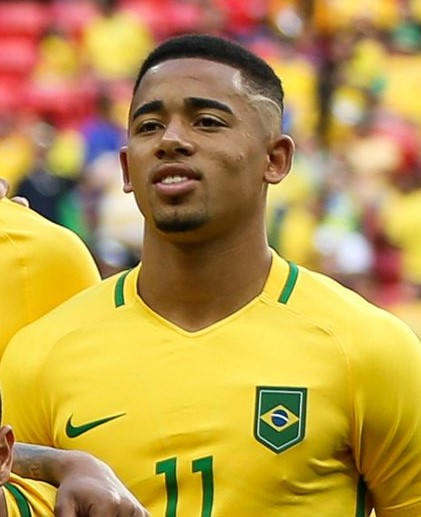
Gabriel Jesus scoorde zeven keer in de kwalificatiecampagne.

Onder leiding van bondscoach Dunga begon Brazilië op 8 oktober 2015 met een nederlaag aan de kwalificatiecampagne. Brazilië verloor op de eerste speeldag met 2–0 van Chili. Ook in de daaropvolgende maanden kende het land sportieve moeilijkheden. In de volgende vijf kwalificatiewedstrijden kon Brazilië slechts twee keer winnen, waardoor het naar de zesde plaats in het klassement zakte. Doordat het land ook ondermaats presteerde op de Copa América Centenario werd in juni 2016 besloten om de samenwerking met Dunga stop te zetten.
De Braziliaanse voetbalbond stelde Tite aan als nieuwe bondscoach. Onder zijn leiding begon het land aan een sportieve opmars. In zijn eerste kwalificatiewedstrijd, op 6 september 2016, won Brazilië met 0–3 van Ecuador. Ook in de daaropvolgende kwalificatieduels liet Brazilië zelden punten liggen. Tite loodste zijn land naar de eerste plaats in het klassement. Op 28 maart 2017 won Brazilië dankzij treffers van Philippe Coutinho, Neymar en Marcelo met 3–0 van Paraguay. Doordat Uruguay diezelfde dag van Peru verloor, werd Brazilië het eerste land, na gastland Rusland, dat zich voor het WK wist te kwalificeren.

### Kwalificatieduels
| 8 oktober 2015   | Chili      | 2 – 0 | Brazilië   |
| 13 oktober 2015  | Brazilië   | 3 – 1 | Venezuela  |
| 13 november 2015 | Argentinië | 1 – 1 | Brazilië   |
| 17 november 2015 | Brazilië   | 3 – 0 | Peru       |
| 25 maart 2016    | Brazilië   | 2 – 2 | Uruguay    |
| 29 maart 2016    | Paraguay   | 2 – 2 | Brazilië   |
| 1 september 2016 | Ecuador    | 0 – 3 | Brazilië   |
| 6 september 2016 | Brazilië   | 2 – 1 | Colombia   |
| 6 oktober 2016   | Brazilië   | 5 – 0 | Bolivia    |
| 11 oktober 2016  | Venezuela  | 0 – 2 | Brazilië   |
| 10 november 2016 | Brazilië   | 3 – 0 | Argentinië |
| 15 november 2016 | Peru       | 0 – 2 | Brazilië   |
| 23 maart 2017    | Uruguay    | 1 – 4 | Brazilië   |
| 28 maart 2017    | Brazilië   | 3 – 0 | Paraguay   |
| 31 augustus 2017 | Brazilië   | 2 – 0 | Ecuador    |
| 5 september 2017 | Colombia   | 1 – 1 | Brazilië   |
| 5 oktober 2017   | Bolivia    | 0 – 0 | Brazilië   |
| 10 oktober 2017  | Brazilië   | 3 – 0 | Chili      |

### Eindstand CONMEBOL
| Nr. | Land       | GW | W  | G | V  | DV | DT | DS  | Pnt. |
| --- | ---------- | -- | -- | - | -- | -- | -- | --- | ---- |
| 1   | Brazilië   | 18 | 12 | 5 | 1  | 41 | 11 | +30 | 41   |
| 2   | Uruguay    | 18 | 9  | 4 | 5  | 32 | 20 | +12 | 31   |
| 3   | Argentinië | 18 | 7  | 7 | 4  | 19 | 16 | +3  | 28   |
| 4   | Colombia   | 18 | 7  | 6 | 5  | 21 | 19 | +2  | 27   |
| 5   | Peru       | 18 | 7  | 5 | 6  | 27 | 26 | +1  | 26   |
| 6   | Chili      | 18 | 8  | 2 | 8  | 26 | 27 | –1  | 26   |
| 7   | Paraguay   | 18 | 7  | 3 | 8  | 19 | 25 | –6  | 24   |
| 8   | Ecuador    | 18 | 6  | 2 | 10 | 26 | 29 | –3  | 20   |
| 9   | Bolivia    | 18 | 4  | 2 | 12 | 16 | 38 | –22 | 14   |
| 10  | Venezuela  | 18 | 2  | 6 | 10 | 19 | 35 | –16 | 12   |

## WK-voorbereiding

### Wedstrijden
|                                                   |            |       |                                  | |
| 10 november 2017 «onderlinge duels» 13:00 (UTC+1) | Japan      | 1 – 3 | Brazilië                         | Stade Pierre-Mauroy, Villeneuve d'Ascq (Frankrijk) Toeschouwers: 16.920 Scheidsrechter: Benoît Bastien |
| 10 november 2017 «onderlinge duels» 13:00 (UTC+1) | Makino 63' |       | 10' Neymar 17' Marcelo 36' Jesus | Stade Pierre-Mauroy, Villeneuve d'Ascq (Frankrijk) Toeschouwers: 16.920 Scheidsrechter: Benoît Bastien |

|                                                   |          |       |          |                                                                                |
| 14 november 2017 «onderlinge duels» 21:00 (UTC+1) | Engeland | 0 – 0 | Brazilië | Wembley Stadium, Londen Toeschouwers: 84.595 Scheidsrechter: Artur Soares Dias |
| 14 november 2017 «onderlinge duels» 21:00 (UTC+1) |          |       |          | Wembley Stadium, Londen Toeschouwers: 84.595 Scheidsrechter: Artur Soares Dias |

|                                                |         |                                              |          |                                                                                            |
| 23 maart 2018 «onderlinge duels» 17:00 (UTC+1) | Rusland | 0 – 3                                        | Brazilië | Olympisch Stadion Loezjniki, Moskou Toeschouwers: 59.263 Scheidsrechter: Aleksej Koelbakov |
| 23 maart 2018 «onderlinge duels» 17:00 (UTC+1) |         | 53' Miranda 62' (pen.) Coutinho 66' Paulinho |          | Olympisch Stadion Loezjniki, Moskou Toeschouwers: 59.263 Scheidsrechter: Aleksej Koelbakov |

|                                                |           |                   |          |                                                                             |
| 27 maart 2018 «onderlinge duels» 20:45 (UTC+2) | Duitsland | 0 – 1             | Brazilië | Olympiastadion, Berlijn Toeschouwers: 72.717 Scheidsrechter: Jonas Eriksson |
| 27 maart 2018 «onderlinge duels» 20:45 (UTC+2) |           | 37' Gabriel Jesus |          | Olympiastadion, Berlijn Toeschouwers: 72.717 Scheidsrechter: Jonas Eriksson |

|                                              |         |                          |          |                                                              |
| 3 juni 2018 «onderlinge duels» 16:00 (UTC+2) | Kroatië | 0 – 2                    | Brazilië | Anfield, Liverpool (Engeland) Scheidsrechter: Michael Oliver |
| 3 juni 2018 «onderlinge duels» 16:00 (UTC+2) |         | 69' Neymar 90+4' Firmino |          | Anfield, Liverpool (Engeland) Scheidsrechter: Michael Oliver |

|                                               |            |                                           |          |                                                          |
| 10 juni 2018 «onderlinge duels» 16:00 (UTC+2) | Oostenrijk | 0 – 3                                     | Brazilië | Ernst Happelstadion, Wenen Scheidsrechter: Viktor Kassai |
| 10 juni 2018 «onderlinge duels» 16:00 (UTC+2) |            | 36' Gabriel Jesus 63' Neymar 69' Coutinho |          | Ernst Happelstadion, Wenen Scheidsrechter: Viktor Kassai |

## Het wereldkampioenschap
Op 1 december 2017 werd er geloot voor de groepsfase van het Wereldkampioenschap voetbal 2018. Brazilië werd samen met Zwitserland, Costa Rica en Servië ondergebracht in groep E, en kreeg daardoor Sint-Petersburg, Rostov aan de Don en Moskou als speelsteden.

### Uitrustingen
Sportmerk: Nike
| Thuis | Uit | Alternatief | Doelman | Doelman |

### Selectie en statistieken
| Nr. | Naam              | Geboortedatum | GW |   |   |   |   |   |   | Club                             | Positie(s) |
| --- | ----------------- | ------------- | -- | - | - | - | - | - | - | -------------------------------- | ---------- |
| 1   | Alisson           | 02-10-1992    | 5  | 0 | 0 | 0 | 0 | 0 | 0 | AS Roma                          | DM         |
| 2   | Thiago Silva      | 22-09-1984    | 5  | 1 | 0 | 0 | 0 | 0 | 0 | Paris Saint-Germain              | CV         |
| 3   | Miranda           | 07-09-1984    | 5  | 0 | 0 | 0 | 0 | 0 | 0 | Internazionale                   | CV         |
| 4   | Pedro Geromel     | 21-09-1985    | 0  | 0 | 0 | 0 | 0 | 0 | 0 | Grêmio Foot-Ball Porto Alegrense | CV         |
| 5   | Casemiro          | 23-02-1992    | 4  | 0 | 2 | 0 | 0 | 0 | 1 | Real Madrid                      | VM         |
| 6   | Filipe Luís       | 09-08-1985    | 2  | 0 | 1 | 0 | 0 | 1 | 0 | Atlético Madrid                  | LA         |
| 7   | Douglas Costa     | 14-09-1990    | 2  | 0 | 0 | 0 | 0 | 2 | 0 | Juventus FC                      | LV, RV     |
| 8   | Renato Augusto    | 08-02-1988    | 3  | 1 | 0 | 0 | 0 | 3 | 0 | Beijing Sinobo Guoan             | CM         |
| 9   | Gabriel Jesus     | 03-04-1997    | 5  | 0 | 0 | 0 | 0 | 0 | 3 | Manchester City                  | SP         |
| 10  | Neymar            | 05-02-1992    | 5  | 2 | 1 | 0 | 0 | 0 | 0 | Paris Saint-Germain              | LV, SP     |
| 11  | Philippe Coutinho | 12-06-1992    | 5  | 2 | 1 | 0 | 0 | 0 | 2 | FC Barcelona                     | RV, LV, AM |
| 12  | Marcelo           | 12-05-1988    | 4  | 0 | 0 | 0 | 0 | 0 | 1 | Real Madrid                      | LA         |
| 13  | Marquinhos        | 14-05-1994    | 1  | 0 | 0 | 0 | 0 | 1 | 0 | Paris Saint-Germain              | CV         |
| 14  | Danilo            | 15-07-1991    | 1  | 0 | 0 | 0 | 0 | 0 | 0 | Manchester City                  | RA         |
| 15  | Paulinho          | 25-07-1988    | 5  | 1 | 0 | 0 | 0 | 0 | 5 | FC Barcelona                     | CM, VM     |
| 16  | Cássio            | 06-06-1987    | 0  | 0 | 0 | 0 | 0 | 0 | 0 | SC Corinthians                   | DM         |
| 17  | Fernandinho       | 04-05-1985    | 5  | 0 | 1 | 0 | 0 | 4 | 1 | Manchester City                  | CM         |
| 18  | Fred              | 05-03-1993    | 0  | 0 | 0 | 0 | 0 | 0 | 0 | FK Sjachtar Donetsk              | CM         |
| 19  | Willian           | 09-08-1988    | 5  | 0 | 0 | 0 | 0 | 0 | 3 | Chelsea FC                       | RV, LV, AM |
| 20  | Roberto Firmino   | 02-10-1991    | 4  | 1 | 0 | 0 | 0 | 4 | 0 | Liverpool FC                     | LV, RV, SP |
| 21  | Taison            | 13-01-1988    | 0  | 0 | 0 | 0 | 0 | 0 | 0 | FK Sjachtar Donetsk              | RV, LV, AM |
| 22  | Fagner            | 11-06-1989    | 4  | 0 | 1 | 0 | 0 | 0 | 0 | SC Corinthians                   | RA         |
| 23  | Ederson           | 17-08-1993    | 0  | 0 | 0 | 0 | 0 | 0 | 0 | Manchester City                  | DM         |

### Wedstrijden

#### Groepsfase
| Nr. | Land        | GW | W | G | V | DV | DT | DS | Ptn |
| --- | ----------- | -- | - | - | - | -- | -- | -- | --- |
| 1   | Brazilië    | 3  | 2 | 1 | 0 | 5  | 1  | +4 | 7   |
| 2   | Zwitserland | 3  | 1 | 2 | 0 | 5  | 4  | +1 | 5   |
| 3   | Servië      | 3  | 1 | 0 | 2 | 2  | 4  | −2 | 3   |
| 4   | Costa Rica  | 3  | 0 | 1 | 2 | 2  | 5  | −3 | 1   |

|                                               |              |       |             |                                                                                         |
| 17 juni 2018 «onderlinge duels» 21:00 (UTC+3) | Brazilië     | 1 – 1 | Zwitserland | Rostov Arena, Rostov aan de Don Toeschouwers: 43.109 Scheidsrechter: César Arturo Ramos |
| 17 juni 2018 «onderlinge duels» 21:00 (UTC+3) | Coutinho 20' |       | 50' Zuber   | Rostov Arena, Rostov aan de Don Toeschouwers: 43.109 Scheidsrechter: César Arturo Ramos |

|                                               |                             |       |            |                                                                                         |
| 22 juni 2018 «onderlinge duels» 15:00 (UTC+3) | Brazilië                    | 2 – 0 | Costa Rica | Nieuwe Zenitstadion, Sint-Petersburg Toeschouwers: 64.468 Scheidsrechter: Björn Kuipers |
| 22 juni 2018 «onderlinge duels» 15:00 (UTC+3) | Coutinho 90+1' Neymar 90+7' |       |            | Nieuwe Zenitstadion, Sint-Petersburg Toeschouwers: 64.468 Scheidsrechter: Björn Kuipers |

|                                               |        |                        |          |                                                                               |
| 27 juni 2018 «onderlinge duels» 21:00 (UTC+3) | Servië | 0 – 2                  | Brazilië | Otkrytieje Arena, Moskou Toeschouwers: 44.190 Scheidsrechter: Alireza Faghani |
| 27 juni 2018 «onderlinge duels» 21:00 (UTC+3) |        | 36' Paulinho 68' Silva |          | Otkrytieje Arena, Moskou Toeschouwers: 44.190 Scheidsrechter: Alireza Faghani |

#### Achtste finale
|                                              |                        |       |        |                                                                           |
| 2 juli 2018 «onderlinge duels» 18:00 (UTC+4) | Brazilië               | 2 – 0 | Mexico | Cosmos Arena, Samara Toeschouwers: 41.970 Scheidsrechter: Gianluca Rocchi |
| 2 juli 2018 «onderlinge duels» 18:00 (UTC+4) | Neymar 51' Firmino 88' |       |        | Cosmos Arena, Samara Toeschouwers: 41.970 Scheidsrechter: Gianluca Rocchi |

#### Kwartfinale
|                                            |                    |       |                                      |                                                                       |
| 6 juli 2018 21:00 UTC+3 «onderlinge duels» | Brazilië           | 1 – 2 | België                               | Kazan Arena, Kazan Toeschouwers: 42.873 Scheidsrechter: Milorad Mažić |
| 6 juli 2018 21:00 UTC+3 «onderlinge duels» | Renato Augusto 76' |       | 13' Fernandinho (e.d.) 31' De Bruyne | Kazan Arena, Kazan Toeschouwers: 42.873 Scheidsrechter: Milorad Mažić |

A-internationals · Selecties · CBF · Braziliaans vrouwenelftal · Olympisch elftal · Bondscoaches
1910 – 1919 · 
1920 – 1929 · 
1930 – 1939 · 
1940 – 1949 · 
1950 – 1959 · 
1960 – 1969 · 
1970 – 1979 · 
1980 – 1989 · 
1990 – 1999 · 
2000 – 2009 · 
2010 – 2019 · 
2020 – 2029
WK 1930 · 
WK 1934 · 
WK 1938 · 
WK 1950 · 
WK 1954 · 
WK 1958 · 
WK 1962 · 
WK 1966 · 
WK 1970 · 
WK 1974 · 
WK 1978 · 
WK 1982 · 
WK 1986 · 
WK 1990 · 
WK 1994 · 
WK 1998 · 
WK 2002 · 
WK 2006 · 
WK 2010 · 
WK 2014 · 
WK 2018 · 
WK 2022
OS 1952 · 
OS 1960 · 
OS 1964 · 
OS 1968 · 
OS 1972 · 
OS 1976 · 
OS 1984 · 
OS 1988 · 
OS 1996 · 
OS 2000 · 
OS 2008 · 
OS 2012 · 
OS 2016 · 
OS 2020
1914 · 
1915 · 
1916 · 
1917 · 
1918 · 
1919 · 
1920 · 
1921 · 
1922 · 
1923 · 
1924 · 
1925 · 
1926 · 
1927 · 
1928 · 
1929 · 
1930 · 
1931 · 
1932 · 
1933 · 
1934 · 
1935 · 
1936 · 
1937 · 
1938 · 
1939 · 
1940 · 
1941 · 
1942 · 
1943 · 
1944 · 
1945 · 
1946 · 
1947 · 
1948 · 
1949 · 
1950 · 
1951 · 
1952 · 
1953 · 
1954 · 
1955 · 
1956 · 
1957 · 
1958 · 
1959 · 
1960 · 
1961 · 
1962 · 
1963 · 
1964 · 
1965 · 
1966 · 
1967 · 
1968 · 
1969 · 
1970 · 
1971 · 
1972 · 
1973 · 
1974 · 
1975 · 
1976 · 
1977 · 
1978 · 
1979 · 
1980 · 
1981 · 
1982 · 
1983 · 
1984 · 
1985 · 
1986 · 
1987 · 
1988 · 
1989 · 
1990 · 
1991 · 
1992 · 
1993 · 
1994 · 
1995 · 
1996 · 
1997 · 
1998 · 
1999 · 
2000 · 
2001 · 
2002 · 
2003 · 
2004 · 
2005 · 
2006 · 
2007 · 
2008 · 
2009 · 
2010 · 
2011 · 
2012 · 
2013 · 
2014 · 
2015 · 
2016 · 
2017 · 
2018 ·
2019 ·
2020 ·
2021
Algerije ·
Andorra ·
Argentinië ·
Australië ·
België ·
Bolivia ·
Bosnië en Herzegovina ·
Bulgarije ·
Canada ·
Chili ·
China ·
Colombia ·
Congo-Kinshasa ·
Costa Rica ·
Denemarken ·
DDR ·
Duitsland ·
Ecuador ·
Egypte ·
El Salvador ·
Engeland ·
Estland ·
Finland ·
Frankrijk ·
Gabon ·
Ghana ·
Griekenland ·
Guatemala ·
Guinee ·
Haïti ·
Honduras ·
Hongarije ·
Hongkong ·
Ierland ·
IJsland ·
Irak ·
Iran ·
Israël ·
Italië ·
Ivoorkust ·
Jamaica ·
Japan ·
Joegoslavië ·
Kameroen ·
Kroatië ·
Letland ·
Litouwen ·
Luxemburg ·
Maleisië ·
Marokko ·
Mexico ·
Nederland ·
Nieuw-Zeeland ·
Nigeria ·
Noord-Ierland ·
Noord-Korea ·
Noorwegen ·
Oekraïne ·
Oman ·
Oostenrijk ·
Panama ·
Paraguay ·
Peru ·
Polen ·
Portugal ·
Qatar .
Roemenië ·
Rusland ·
Saoedi-Arabië ·
Senegal ·
Servië ·
Schotland ·
Slowakije ·
Sovjet-Unie ·
Spanje ·
Tanzania ·
Thailand ·
Tsjechië ·
Tsjecho-Slowakije ·
Tunesië ·
Turkije ·
Uruguay ·
Venezuela ·
Verenigde Arabische Emiraten ·
Verenigde Staten ·
Wales ·
Zambia ·
Zimbabwe ·
Zuid-Afrika ·
Zuid-Korea ·
Zweden ·
Zwitserland
Argentinië (1982) ·
Argentinië (2005) ·
Australië (1997) ·
Australië (2006) ·
België (2018) ·
Chili (2014) ·
China (2002) ·
Colombia (2014) ·
Costa Rica (2018) ·
Duitsland (2002) ·
Duitsland (2014) ·
Frankrijk (1998) ·
Frankrijk (2006) ·
Ghana (2006) ·
Hongarije (1954) ·
Italië (1970) ·
Italië (1982) ·
Italië (1994) ·
Japan (2006) ·
Kameroen (2014) ·
Kameroen (2022) ·
Kroatië (2006) ·
Kroatië (2014) ·
Kroatië (2022) ·
Mexico (1999) ·
Mexico (2014) ·
Mexico (2018) ·
Nederland (2014) ·
Portugal (2010) ·
Servië (2018) ·
Spanje (2013) ·
Tsjecho-Slowakije (1962, 2) ·
Turkije (2002, 1) ·
Uruguay (1950) ·
Verenigde Staten (2009, 2) ·
Zweden (1958) ·
Zwitserland (2018)